# Hans Wilhelm Schrøder
Hans Wilhelm Schrøder (24. juni 1810 i Kalundborg – 14. april 1888 i København) var en dansk arkitekt.

## Uddannelse og karriere
Hans forældre var artilleriløjtnant, landinspektør Carl Gram Schrøder og Anna Marie Margrethe født Kihl. Schrøder gik på Kunstakademiet 1837-39 og tog privatundervisning hos Theophilus Hansen. Han var ansat hos Jørgen Hansen Koch og F.F. Friis. Hans rejser tog ham til større byer i Tyskland og til Norge (Trondheim, Christiania). 
Schrøder tog borgerskab som tømrermester og arkitekt i Aarhus 23. marts 1844 og etablerede i kompagniskab med malermester L. Birch en tegneskole i samme by. 1860 var han konstitueret kongelig bygningsinspektør for Jylland og Fyn under Ferdinand Thielemanns sygdom. 
I sin egenskab af konstituteret kgl. bygningsinspektør løste Schrøder bl.a. en kompliceret opgave ved Sortebrødre Kirke i Viborg. En træhvælving over kirkens kor, som stammede fra kirkens genopbygning efter branden i 1727, truede med at styrte ned, men blev forsvarligt sikret ved hans indgriben.
I 1870 forlod familien Schrøder Aarhus og bosatte sig i København. Han var tydeligvis savnet af de lokale embedsmænd i Aarhus, som havde værdsat tilstedeværelsen af en akademisk uddannet arkitekt. Schrøders ry bredte sig endda til Aalborg, hvor man også gerne så en uddannet arkitekt bosætte sig. 
Arkivmaterialet i Bygningsinspektorat Midt tillader kun sjældent en identifikation af de enkelte huses bygmestre, idet normalt kun bygherrens navn er nævnt, men Hans Wilhelm Schrøders betydning for arkitekturen i Aarhus var afgørende, især i 1840'erne.

## Stil
Schrøders arkitekturopfattelse var sikkert påvirket af oprettelsen af et kongeligt bygningsinspektorat i provinserne i 1849, først med Gottlieb Bindesbøll og senere med Ferdinand Thielemann som indehavere af embedet. Schrøder arbejdede inden for senklassicismen og blev ikke synderligt påvirket af tidens nyorientering mod historiske stilarter, nygotik og nyrenæssance.
Han blev gift ca. 1843 med Ermotte Charlotte Schrøder (20. januar 1814 i Dragør - 24. november 1896 i København), datter af krigskancellisekretær, telegrafbestyrer Friderik Carl Gram Schrøder og Ane Johanne født Freisleben. 
Han er begravet på Frederiksberg Ældre Kirkegård.

## Værker
I Aarhus:
- Hjørnet af Lille Torv, Guldsmedgade (1844, nedrevet)
- Borgerskolen ved Møllestien (1846, nedrevet)
- Projekt til et begravelseskapel ved Søndre Kirkegård (1846, nu Rådhusparken)
- Ombygning og forhøjelse af Aarhus Katedralskole, Skolegade og Skolegyde (1847, helt ombygget af Hack Kampmann 1905)
- Studsgade 10 (1847)
- Projekt til ting- og arresthus (1848, ikke udført)
- Mejlgade 7 (1849, tilskrevet)
- Mindegade 8 (1849, tilskrevet)
- Fredenstorv 6 (1849, tilskrevet)
- Boligbebyggelse, inklusiv egen lejlighed, hjørnet af Fredenstorv og Fredensgade 9 (1852, taget ændret senere)
- Tømrerarbejde på klædefabrikken Ny Bruunshaab, Brammersgade 31-37 (1852-54)
- Arbejderboliger, Jægergårdsgade
- Nørreport 20 (1858, sammen med Ferdinand Thielemann)
- Projekt til en fattiganstalt, Vester Allé (betalt 1864, opført senere i 1860'erne efter nyt projekt af V.Th. Walther, nedrevet)

Andetsteds:
- Landstedet Otium, Frogner, Norge (nedrevet)
- Som tømrermester medvirkede han ved forbedring af forsvarsanlæggene ved Dannevirke og Dybbøl under den 2. Slesvigske Krig (1864)